# Space Armada
Space Armada, parfois traduit Armada de l'espace ou La Flotte de l'espace pour les marchés francophones, est un jeu vidéo de type shoot'em up développé par APh Technological Consulting et édité par Mattel Electronics, sorti en 1981 sur la console Intellivision,.

## Système de jeu
Il s'agit d'un clone du jeu à succès Space Invaders. Le joueur contrôle un canon laser se déplaçant horizontalement en bas de l'écran, et doit détruire des rangées d'aliens avant qu'ils ne touchent le sol.

## Développement
Le jeu est écrit par John Brooks et Chris Hawley.
Les illustrations du packaging sont de Jerrol Richardson.

## Accueil
Le jeu est l'un des plus vendus sur la console Intellivision,.

## Héritage
Space Armada est présent, émulé, dans la compilation Intellivision Lives! (en) sortie sur diverses plateformes, ainsi que dans A Collection of Classic Games from the Intellivision.
Space Armada fait partie des jeux intégrés dans la console Intellivision Flashback, sortie en 2014.
Le 24 mars 2010, Space Armada fait partie des jeux disponibles au lancement du service Game Room (en) de Microsoft, accessible sur Xbox 360 et PC.